# 古市金峨
古市 金峨（ふるいち きんが、文化2年（1805年）10月 - 明治13年（1880年）3月24日）は、日本画家。

## 人物
幕末の画家。備前国児島郡郷内村尾原（現・岡山県倉敷市）の人。名は献。通称は哲蔵。金峨または藍山と号す。一時千葉氏を称す。
幼より画を好み、長じて岡本豊彦に師事。出藍の称あり。かねて和歌をよくす。四方を遊歴し、数年で帰る。
1880年死去、享年76。